# おいらせ町立百石中学校
おいらせ町立百石中学校（おいらせちょうりつ ももいしちゅうがっこう）は、青森県上北郡おいらせ町東下谷地にある公立中学校。

## 沿革
- 1947年（昭和22年）
  - 4月1日 - 百石町立百石青年学校校舎を使用し、百石町立百石中学校として発足。
  - 4月22日 - 開校式挙行。
- 1953年（昭和28年） - 体育館落成。
- 1955年（昭和30年）11月3日 - 校歌制定。
- 1958年（昭和33年）3月20日 - 校旗樹立。
- 1978年（昭和53年） - 校庭拡張整備工事実施[1]。
- 2006年（平成18年）3月1日 - 町村合併により、おいらせ町立百石中学校と改称。
- 2010年（平成22年） - 新校舎完成[2]。

## 生徒数
2022年（令和4年）5月1日現在
| 学年 | 1年 | 2年 | 3年 | 特別支援   | 合計 |
| ---- | --- | --- | --- | ---------- | ---- |
| 学級 | 2   | 2   | 2   | 2          | 8    |
| 生徒 | 56  | 74  | 65  | （6） 内数 | 195  |

## 通学区域
- おいらせ町[4]
  - 百石小学校区（上明堂、下明堂、新助川原、苗平谷地、後田、牛込平、下屋敷、東前川原、上前田、下前田、千刈田、堤田、東下谷地、沼端、東後谷地、風嵐、堀ノ内、新田、東下川 原、洋光台、松原、苗振谷地、黒坂谷地の一部、獺野、 土取、向坂）
  - 甲洋小学校区（深沢平、内山平、向平、一川目、深沢、二川目）

## 進学前小学校
- おいらせ町立百石小学校[4]
- おいらせ町立甲洋小学校[4]

## アクセス
- 十和田観光電鉄バス・おいらせ町民バスで、「百石中学校前」バス停下車。
- 百石道路下田百石ICから、車で約3km・約6分。

## 周辺
- 国道338号

## 著名な卒業生
- 三村申吾（元青森県知事）

## 参考資料
- 『青森県教育史 別巻』（青森県教育委員会・1973年12月20日発行）「学校沿革 中学校」918頁「百石中学校」